# Virje
Virje est un village et une municipalité située dans le comitat de Koprivnica-Križevci, en Croatie. Au recensement de 2001, la municipalité comptait 5 197 habitants, dont 98,29 % de Croates et le village seul comptait 3 684 habitants.

## Localités
La municipalité de Virje compte 6 localités :
- Donje Zdjelice
- Hampovica
- Miholjanec
- Rakitnica
- Šemovci
- Virje